# Limbach (Baden)
Acest articol se referă la o localitate din Baden-Württemberg. Pentru alte sensuri vezi Limbach.
Limbach este o comună din landul Baden-Württemberg, Germania. Există mai multe localități cu acest nume; când este necesară o precizare se folosește numele Limbach (Baden).
1. ↑   http://www.statistik.baden-wuerttemberg.de/BevoelkGebiet/Bevoelkerung/01515020.tab?R=GS225052 Lipsește sau este vid: |title= (ajutor)